# Васькович (герб)

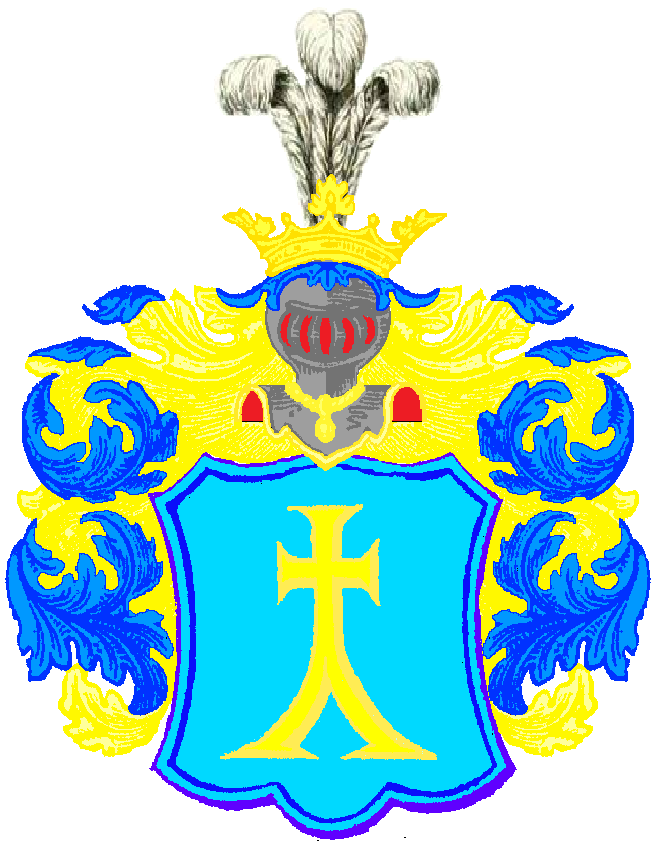
Герб роду «Васькович»

Васькович — шляхетський герб, до якого належала руська шляхта.

## Опис гербу
Васькович: В блакитному полі — золотий хрест, скерований угору в нижньому або опорному кінці розщеплений на розведені в боки частини. У нашоломнику — три страусових пера.

## Походження
Герб надав одночасно зі шляхетством ще Владислав II Ягайло за відважні та завжди переможні битви з татарами.

## Символіка
Хрест — почесний геральдичний символ, що походить з часів хрестових походів. Може означати когось, хто без вагання взяв участь у битві без огляду на те, якою буде її фінал.
Блакитний колір — символізує вірність, постійність, чуйність, патріотизм, побожність, довіру.

## Родини, що використовують герб Васькович
Васьковичі власного гербу